# Johannes Klais

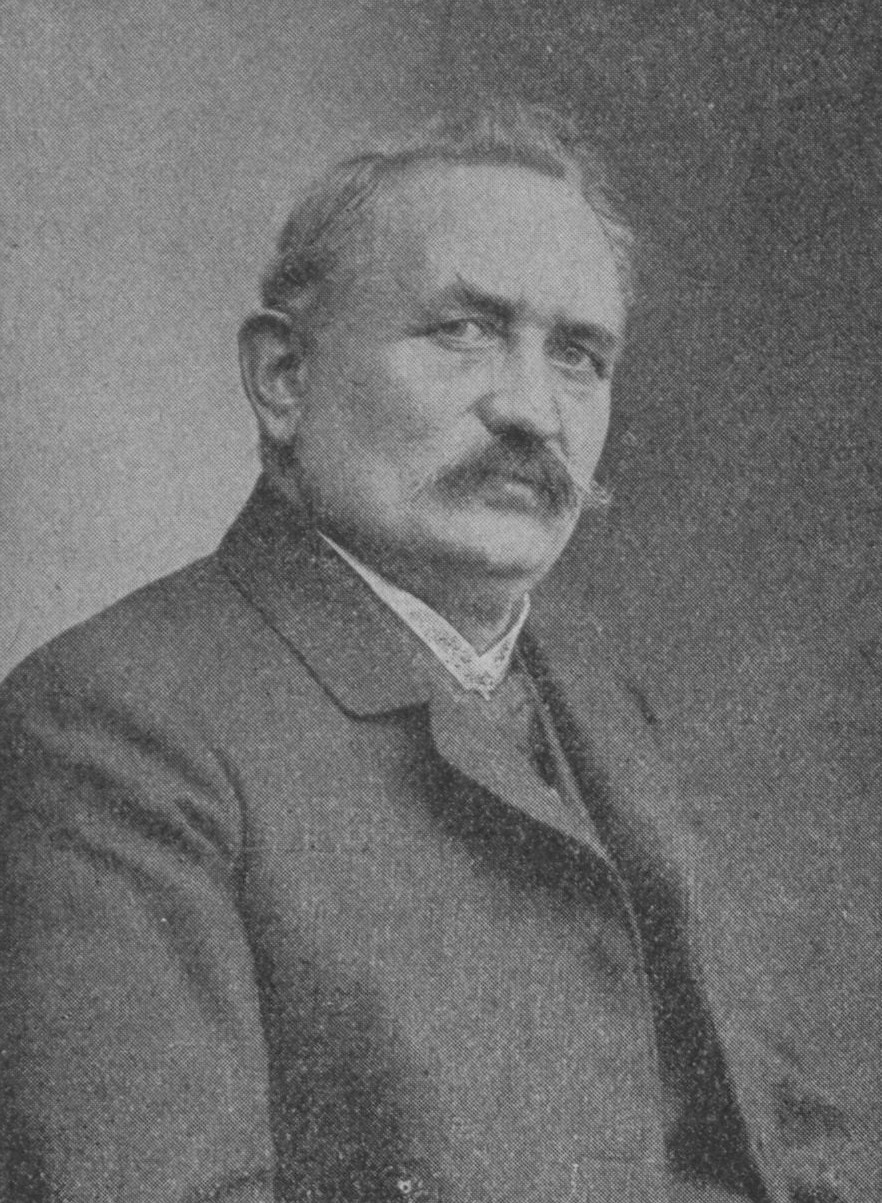
Johannes Klais

Johannes Klais (* 13. Dezember 1852 in Lüftelberg; † 11. April 1925 in Bonn) war ein deutscher Orgelbauer. Er gründete 1882 die Johannes Klais Orgelbau, die heute eine der größten Orgelbaufirmen in Deutschland mit internationaler Bekanntheit ist. 

## Leben
Johannes Klais wurde 1852 als viertes Kind von Gerhard Klais (1813–1892) und Anna Katharina Klais, geb. Drügh, (1811–1892) geboren. Seine Eltern besaßen eine Ziegelbrennerei in Lüftelberg. Auch er sollte dort lernen und verließ mit Abschluss der Volksschule die Schule, um in der Dachziegelherstellung zu helfen.
Schon mit 13 Jahren zeigte er musikalische Begabung und lernte Querflöte und später Klarinette und Violine. Außerdem erhielt er Klavier- und Orgelunterricht bei seinem Onkel, dem Orgelbauer Wilhelm Bertram in Engers. Hier gewann er erste Einblicke in dessen Werkstatt und den Bau von Orgeln und begann schließlich seine Lehre bei ebendiesem. Wilhelm Bertram war ein innovationsfreudiger Orgelbauer, eine Eigenschaft, die später auch bei Johannes Klais zu sehen sein wird.
Ab etwa 1876 erhielt er bei Heinrich Koulen in Straßburg eine Ausbildung zum Orgelbauer. Hier lernte er auch Wilhelm Korn kennen, der später als Werkmeister in Bonn arbeiten würde. 1881 entschied sich Klais dazu in die Eigenständigkeit zu gehen und startete mit dem Bau eines Wohnhauses mit Werkstatt in Bonn. Währenddessen lebte er jedoch weiterhin in Straßburg, sein Vater übernahm die Leitung des Baus vor Ort. 1882 wurde der Bau vollendet und der Johannes Klais Orgelbau in Bonn gegründet. 1894 begann der Bau eines neuen und größeren Wohnhauses mit Orgelbauwerkstatt in der Kölnstraße in Bonn. Im Jahr 1896 übersiedelte die Firma in diese neuen Werkstatträume, in denen sich noch heute der Betrieb befindet. Die Firma wuchs stetig und hatte 1914 schon fast 100 Mitarbeiter.
Klais’ Familie unterstützte ihn seine gesamte Karriere hindurch. So bürgte zum Beispiel 1900 Hermann Klais (1843–1923), Johannes’ großer Bruder, mit seinem gesamten Vermögen für den finanziellen Schaden der Firma nach einem Brand in der Werkstatt.
Er heiratete Anna Margareta Kerp (1856–1926) und hatte mit ihr zwei Töchter und einen Sohn. 1919 übergab Johannes Klais die Betriebsleitung an seinen Sohn Hans Klais (1890–1965). Bis dahin waren ungefähr 450 Orgeln neu gebaut worden. Johannes Klais ist in einem Familiengrab auf dem Bonner Nordfriedhof beigesetzt worden.

## Orgelbau
Zunächst wurden Orgeln mit Schleiflade, ungefähr ab 1890 mit mechanischen Kegelladen und ab 1895 mit pneumatischer Traktur gebaut. 1906 wurde für das Fernwerk der Erfurter Domorgel erstmals eine elektrische Traktur gebaut.
Noch vor der Jahrhundertwende erfand Johannes Klais die Hochdruckstimmen mit zwei Labien, die gegenüber oder über Eck liegen.